# ستيوارت شيرمان
ستيوارت شيرمان (بالإنجليزية: Stuart Sherman)‏ هو ناقد أدبي وصحفي ومخرج أمريكي، ولد في 1881، وتوفي في 1926 بسبب نوبة قلبية.